# B.B.R
B.B.R（ビー・ビー・アール、 英語: BBR Exclusive Car Models）は、1984年に設立されたイタリアのミニカー製造メーカーである。社名は創業者のA.バレストリーニ、E.バルバレス、F.リアリの姓の頭文字から付けられた。原則として1/43スケールのミニカーを手掛けるが、1/18のものも少数ながら生産している。
非常に完成度の高いモデルカーを製造することで知られ、その高品質さは、フェラーリ社から自社顧客向けモデルカーの独占製造権を請けていることからも窺える。また、実車用の塗料を使用していることでも有名。1/43スケールにもかかわらず販売価格は日本円にして一台約3万円から4万円ほどとモデルの大きさにしては破格の高価格だが、他社を寄せつけない質の高さで世界中に多くのコレクターがいる。
また、完成品ミニカーのほかにもレジンキャストの組み立てキットも販売している。